# Англо-афганський договір (1921)
Англо-афганський договір «Про встановлення добросусідських відносин» — угода між Сполученим Королівством Великої Британії та Ірландії і Еміратом Афганістаном підписана в Кабулі 22 листопада 1921 року афганським міністром закордонних справ Махмудом Тарзі і британським посланцем Генрі Доббсом.

## Передумови
На час підписання договору для обох сторін виникла необхідність нормалізувати свої взаємини. Уряд еміра Аманулли-хана врахував, що англійцям переважно вдалося придушити повстання афганських «незалежних племен» Індії. З іншого боку, британські політики розуміли, що не можна ігнорувати існування незалежної Афганської держави, пов'язаної дружбою з Радянською Росією і яка зміцнила як своє міжнародне, так і внутрішнє становище. 

## Перемовини
Перемовини виявилися тривалими та важкими. Афганська сторона добивалася виділення територій афганських «незалежних племен» до самокерованої адміністративної одиниці у складі Британської Індії за умови, що Афганістан матиме голос у визначенні статусу цього району. Коли ж ця пропозиція була відхилена, афганці наполягали на визнанні за еміром Амануллою судової та духовної влади над племенами як глави (імама) мусульманського духовенства Афганістану. Цей проєкт також відкинуто англійською стороною. Англійці намагалися зумовити укладання англо-афганського політичного договору обмеженням радянсько-афганських відносин галуззю торгових зв'язків, на що емір Аманулла відповів рішучою відмовою.

## Зміст
В остаточному тексті договору міститься лише двостороннє зобов'язання Англії та Афганістану сповіщати один одного про великі військові операції, які проходять проти племен своєї прикордонної смуги (стаття XI). Афганці взяли на себе зобов'язання не допускати відкриття радянських консульств у Кандагарі та Газні, передбачених радянсько-афганським договором 1921 року, домігшись натомість у англійців права транзиту зброї та спорядження через Індію до Афганістану (стаття VI). 
На відміну від попереднього Равальпіндського договору, англо-афганський договір 1921 року містив повне і беззастережне визнання афганської незалежності (стаття I) і встановлював нормальні дипломатичні відносини між Англією та Афганістаном безпосередньо через Лондон, минаючи англо-індійський уряд (статті III і IV), на основах повної рівноправності (стаття V). Також цим договором (стаття ІІ) підтверджувався державний кордон між Афганістаном та Британською Індією, встановлений угодою 1893 року («лінія Дюранда»). 
Термін дії договору — три роки із правом денонсації протягом року.